# ژلنه
ژلنه (به صربی: Žlne) یک منطقهٔ مسکونی در صربستان است که در کنگاژواتس واقع شده‌است. ژلنه ۱۶۱ نفر جمعیت دارد.